# 조위총
조위총(趙位寵, ?~1176년)은 고려의 문신이다.

## 생애
1170년(의종 24) 정중부(鄭中夫) 등이 무신의 난을 일으켜 전국이 혼란에 빠졌다. 1174년 병부상서와 서경유수(西京留守)를 겸하고 있던 조위총은 무신 세력들이 의종을 시해하고 많은 문신들을 죽이니 이를 토벌한다는 명분을 내걸고 군사를 일으켰다. 서북의 여러 성에 격문을 보내 선동하자, 절령(岊嶺) 이북의 40여 성이 이에 호응하였다.
이에 조정(朝廷)에서 윤인첨(尹鱗瞻)이 이끄는 토벌군을 파견하였다. 조위총은 이를 대파하고 개경 근처까지 진출하였으나, 이의방(李義方) 군대에게 패하여 서경으로 후퇴하였다.
이후에도 관군의 공격이 계속되자 금나라에 사신을 보내 구원병을 요청하였다. 그러나 이 일을 맡은 김존심(金存心)이 배반하여 윤인첨에게 항복함으로써 실패하였다. 다시 서언(徐彦)을 보내 절령 이북의 40여 성을 금나라에 할양하기로 하고 원병을 요청하였으나, 금나라 황제는 이를 거부하고 서언을 잡아 고려 조정으로 보내 버렸다.
1176년 관군의 공격으로 서경이 함락되고, 관군에게 사로잡혀 살해당했다.

## 대중 문화
영상 매체에서 조위총을 연기한 배우는 다음과 같다.
- 최동준: 《무인시대》 KBS, (2003년~2004년)

## 같이 보기
- 조위총의 난